# Congoharpax aberrans
Congoharpax aberrans är en bönsyrseart som beskrevs av Roger Roy 1963. Congoharpax aberrans ingår i släktet Congoharpax och familjen Hymenopodidae. Inga underarter finns listade i Catalogue of Life.